# 平均尿流率
平均尿流率是尿流动力学检查中尿流率图测定的参数之一；排尿总量除以排尿时间（毫升/秒）。平均尿流率提示受试对象解尿时膀胱及尿道功能的综合结果。平均尿流率与最大尿流率合参，综合分析。最大尿流率、平均尿流率均下降提示其膀胱逼尿肌收缩功能减弱或膀胱颈、尿道出口狭窄或梗阻可能。最大尿流率大体正常，平均尿流率明显减少，即：平均尿流率所在标准差（SD）范围低于最大尿流率所在标准差范围；尿流曲线呈齿型波，可能由间歇性阻力引起，提示前列腺尿道痉挛。